# ياكوفليف إير-12
ياكوفليف إير-12 -مجموعة طائرات رياضية بعيدة المدى لتحطيم الأرقام القياسية صممت وبنيت في الاتحاد السوفياتي في أواخر 1930s.

## المواصفات (الهواء-12 ، م-11)
البيانات من OKB Yakovlev, Yakovlev aircraft since 1924
الخصائص العامة
- طاقم: 2
- طول: 7.17 م (23 قدم 6 بوصة)
- باع الجناح: 11 م (36 قدم 1 بوصة)
- مساحة الجناح: 15.6 م2 (168 قدم2)
- الوزن فارغة: 558 كـغ (1,230 رطل)
- وزن الإقلاع الأقصى: 1,204 كـغ (2,654 رطل)
- سعة الوقود: 430 كـغ (950 رطل) fuel; 40 كـغ (88 رطل) oil
- محركات: 1 × شفيتسوف إم-11 5-cylinder air-cooled radial piston engine, 75 كـو (100 حصان)
- مراوح: 2-ريشة wooden fixed pitch propeller

أداء
- السرعة القصوى: 235 كم/س (146 ميل/س؛ 127 عقدة)

- Landing speed: 93 كم/س (58 ميل/س؛ 50 عقدة)
- مدى: 2,990 كـم (1,858 ميل؛ 1,614 nmi)

- Take-off run: 220 م (720 قدم)